# نورث باي (أونتاريو)
نورث باي، أونتاريو (بالإنجليزية: North Bay)‏ هي مدينة كندية تقع في مقاطعة أونتاريو. تبلغ مساحة هذه المدينة 314.9081 (كم²)، ويبلغ عدد سكانها 53966 نسمة حسب إحصاء سنة 2006 م، بينما كان يسكنها 52771 نسمة في سنة 2001 م. تحتل هذه المدينة المرتبة رقم 86 بين مدن كندا حسب عدد السكان والمرتبة رقم 38 في المقاطعة. نما عدد السكان في هذه المدينة بنسبة (2.3) بين العامين المذكورين.

## أعلام
- ليزا انجلوا
- تايلر نيكلسون
- ماثيو كوري هولمز
- برايان ماكونيل
- بروس لونسديل
- رايموند غيروكس
- أل بيكار
- نيلسون إليوت
- جوزيف بوليو
- سكوت طومسون

## طالع أيضًا
- قائمة مدن مقاطعة أونتاريو

## وصلات خارجية
- الأطلس الحكومي لكندا
- إحصاءات كندا مع ساعة تعداد السكان